# 국가지원지방도 제20호선
국가지원지방도 제20호선은 경상북도 포항시 남구 장흥동 장흥동사거리에서 영덕군 축산면 도곡리 도곡삼거리를 잇는 대한민국의 국가지원지방도이다.

## 역사
본래 1994년 국도 제20호선의 종점을 경주에서 포항으로 연장하는 계획안에 포함되었던 구간으로 국도 제20호선으로 예정되어 있었으나 국가 재정 부족으로 국도로 지정되지 못하고 영덕까지 연장해 국가지원지방도 제20호선으로 지정되었다.
- 2001년 8월 25일: 국가지원지방도 제20호선 포항 ~ 영덕선으로 노선 지정[1]
- 2011년 12월 12일 : 영일만 제2산업단지 조성공사로 인해 포항시 북구 흥해읍 용한리 1.975 km 구간 개통[2]
- 2024년 6월 3일 : 축산항 ~ 도곡간 도로(영덕군 축산면 축산리 ~ 상원리) 3.1km 구간 확장 개통, 기존 영덕군 축산면 축산리 ~ 도곡리 2.5km 구간 폐지[3]

## 주요 경유지
경상북도
- 포항시 남구 (연일읍 - 상도동 - 대도동 - 해도동 - 송도동) - 북구 (항구동 - 두호동 - 환호동 - 여남동 - 흥해읍 - 청하면 - 송라면) - 영덕군 (남정면 - 강구면 - 영덕읍 - 축산면)

## 노선
전 구간 경상북도에 속한다.
| 이름                                                                    | 접속 노선                                         | 소재지                    | 소재지                    | 비고                                        |
| ----------------------------------------------------------------------- | ------------------------------------------------- | ------------------------- | ------------------------- | ------------------------------------------- |
| 장흥동사거리                                                            | 국도 제20호선 (대송로) (철강로)                   | 포항시                    | 남구                      | 시점                                        |
| 화진교                                                                  |                                                   | 포항시                    | 남구                      |                                             |
|                                                                         | 남구 연일읍                                       | 포항시                    |                           |                                             |
| 택전삼거리                                                              | 원서길                                            | 포항시                    |                           |                                             |
| (연일대교 남단)                                                         | 형산강남로                                        | 포항시                    |                           |                                             |
| 연일대교                                                                |                                                   | 포항시                    |                           |                                             |
|                                                                         | 남구                                              | 포항시                    |                           |                                             |
| (연일대교 북단)                                                         | 연일로 형산강북로                                 | 포항시                    |                           |                                             |
| (이름 없음)                                                             | 섬안로                                            | 포항시                    |                           |                                             |
| 형산 교차로                                                             | 포스코대로 희망대로 동해안로 중앙로               | 포항시                    |                           |                                             |
| (이름 없음)                                                             | 해동로                                            | 포항시                    |                           |                                             |
| 해도교                                                                  | 운하로                                            | 포항시                    |                           |                                             |
| 포항송도해수욕장                                                        | 송도로                                            | 포항시                    |                           |                                             |
| (이름 없음)                                                             | 서동로                                            | 포항시                    |                           |                                             |
| 포항구항                                                                |                                                   | 포항시                    |                           |                                             |
| (교량)                                                                  |                                                   | 포항시                    | 미개통 구간               |                                             |
| (교량)                                                                  | 북구                                              | 포항시                    | 미개통 구간               |                                             |
| 항구동                                                                  | 삼호로                                            | 포항시                    |                           |                                             |
| 두호동주민센터                                                          |                                                   | 포항시                    |                           |                                             |
| 영일대해수욕장                                                          | 해안로                                            | 포항시                    |                           |                                             |
| 포항동부초등학교                                                        |                                                   | 포항시                    |                           |                                             |
| 영일대전망대                                                            | 삼흥로 해안로                                     | 포항시                    |                           |                                             |
| 해맞이공원사거리                                                        | 환호로 해맞이공원길                               | 포항시                    |                           |                                             |
| 환여동주민센터 환호여자중학교 포항시청소년수련관                        |                                                   | 포항시                    |                           |                                             |
| 양덕사거리                                                              | 새천년대로 천마로                                 | 포항시                    |                           |                                             |
| 양덕차고지                                                              |                                                   | 포항시                    |                           |                                             |
| 포항대학교 교차로                                                       | 신덕로                                            | 포항시                    |                           |                                             |
| 죽천교                                                                  | 해안로                                            | 포항시                    |                           |                                             |
| 죽천교                                                                  | 해안로                                            | 포항시                    | 북구 흥해읍               |                                             |
| 죽천2 교차로                                                            | 죽천길                                            | 포항시                    |                           |                                             |
| 죽천1 교차로                                                            | 영일만산단남로                                    | 포항시                    |                           |                                             |
| 용한 교차로                                                             | 영일만대로                                        | 포항시                    |                           |                                             |
| (이름 없음)                                                             | 해안로                                            | 포항시                    |                           |                                             |
| 영일만산업단지 곡강교 칠포제2교 칠포해수욕장 칠포교 오도교 사방기념공원 |                                                   | 포항시                    |                           |                                             |
| 이가교 용두교 월포초등학교                                              |                                                   | 포항시                    | 북구 청하면               |                                             |
| 월포해수욕장 교차로                                                     | 월포로 해안로                                     | 포항시                    | 북구 청하면               |                                             |
| 청하 교차로                                                             | 국도 제7호선 (동해대로) 지방도 제930호선 (비학로) | 포항시                    | 북구 청하면               | 국도 제7호선과 중복 지방도 제930호선과 중복 |
| 해학교                                                                  |                                                   | 포항시                    | 북구 청하면               | 국도 제7호선과 중복 지방도 제930호선과 중복 |
|                                                                         | 북구 송라면                                       | 포항시                    |                           | 국도 제7호선과 중복 지방도 제930호선과 중복 |
| 송라축구장 (포스코스포츠랜드)                                           |                                                   | 포항시                    |                           | 국도 제7호선과 중복 지방도 제930호선과 중복 |
| 송라정류소                                                              |                                                   | 포항시                    |                           | 국도 제7호선과 중복 지방도 제930호선과 중복 |
| 송라초등학교 화진분교(폐교)                                             |                                                   | 포항시                    |                           | 국도 제7호선과 중복 지방도 제930호선과 중복 |
| 유천교                                                                  |                                                   | 포항시                    |                           | 국도 제7호선과 중복 지방도 제930호선과 중복 |
|                                                                         | 영덕군                                            | 남정면                    |                           | 국도 제7호선과 중복 지방도 제930호선과 중복 |
| 장사터미널                                                              | 영덕군                                            | 남정면                    |                           | 국도 제7호선과 중복 지방도 제930호선과 중복 |
| (이름 없음)                                                             | 영덕군                                            | 남정면                    | 지방도 제930호선 (산정로) | 국도 제7호선과 중복 지방도 제930호선과 중복 |
| 경보화석박물관 남호교                                                   | 영덕군                                            | 남정면                    |                           | 국도 제7호선과 중복                         |
| 오션뷰CC                                                                | 영덕군                                            |                           | 강구면                    | 국도 제7호선과 중복                         |
| (이름 없음)                                                             | 영덕군                                            | 강구해안길                | 강구면                    | 국도 제7호선과 중복                         |
| 삼사해상공원                                                            | 영덕군                                            |                           | 강구면                    | 국도 제7호선과 중복                         |
| (이름 없음)                                                             | 영덕군                                            | 지방도 제914호선 (강산로) | 강구면                    | 국도 제7호선과 중복                         |
| 강구버스터미널                                                          | 영덕군                                            |                           | 강구면                    | 국도 제7호선과 중복                         |
| 강구대교 서단                                                           | 영덕군                                            | 국도 제7호선 (동해대로)   | 강구면                    | 국도 제7호선과 중복                         |
| 강구대교                                                                | 영덕군                                            |                           | 강구면                    |                                             |
| (강구대교 동단)                                                         | 영덕군                                            | 강영로 강구대게길         | 강구면                    |                                             |
| (영덕대게거리)                                                          | 영덕군                                            | 강구대게길                | 강구면                    |                                             |
| 강구항                                                                  | 영덕군                                            |                           | 강구면                    |                                             |
| 금진삼거리                                                              | 영덕군                                            | 번영길                    | 강구면                    |                                             |
| 하저교                                                                  | 영덕군                                            |                           | 강구면                    |                                             |
| 하저해수욕장                                                            | 영덕군                                            | 하저길                    | 강구면                    |                                             |
| 영덕해맞이공원 대탄해수욕장                                             | 영덕군                                            |                           | 영덕읍                    |                                             |
| 오보삼거리                                                              | 영덕군                                            | 매정길                    | 영덕읍                    |                                             |
| 경정해수욕장 경정교                                                     | 영덕군                                            |                           | 축산면                    |                                             |
| 염장삼거리                                                              | 영덕군                                            | 영덕대게로                | 축산면                    |                                             |
| (축산면사무소 입구)                                                     | 영덕군                                            | 도곡길                    | 축산면                    |                                             |
| 도곡삼거리                                                              | 영덕군                                            | 영덕로                    | 축산면                    | 종점 국도 제7호선과 간접 연결               |

## 도로명
경상북도
- 포항시 남구 장흥동 장흥동사거리 ~ 연일읍 택전삼거리 : 철강로
- 포항시 남구 연일읍 택전삼거리 ~ 남구 (연일대교 북단) : 연일로
- 포항시 남구 (연일대교 북단) ~ 형산 교차로 : 형산강북로
- 포항시 남구 형산 교차로 ~ 포항구항 : 희망대로
- 포항시 북구 항구동 ~ 양덕사거리 : 삼호로
- 포항시 북구 양덕사거리 ~ 죽천교 : 새천년대로
- 포항시 북구 흥해읍 죽천교 ~ 죽천 1 교차로 : 해안로
- 포항시 북구 흥해읍 죽천 1 교차로 ~ 용한리 : 용한길
- 포항시 북구 흥해읍 용한리 ~ 청하면 월포해수욕장 교차로 : 해안로
- 포항시 북구 청하면 월포해수욕장 교차로 ~ 청하 교차로 : 월포로
- 포항시 북구 청하면 청하 교차로 ~ 영덕군 강구면 강구대교 서단 : 동해대로
- 영덕군 강구면 강구대교 서단 ~ 축산면 염장삼거리 : 영덕대게로
- 영덕군 축산면 염장삼거리 ~ 도곡삼거리 : 축산로

## 같이 보기
- 국도 제20호선